# Eurípil (fill d'Evèmon)
Eurípil (en grec antic: Εὐρύπυλος), a qui Homer defineix com «l'egregi», era un cabdill aqueu de Tessàlia, fill d'Evèmon, que va participar en la Guerra de Troia amb quaranta naus, per donar suport als germans Agamèmnon i Menelau en contra de la gran ciutat de Troia a l'Àsia Menor.

## El mite

### Abans de la guerra
Hi ha poca informació sobre el personatge abans de la guerra, i gairebé cap del seu pare, Evèmon, un personatge totalment desconegut en la mitologia i esmentat per Homer un sol cop a la Ilíada en referència als patronímics. No se sap res sobre la seva infància o, almenys, sobre les seves primeres gestes.

### Accions a Troia
Un cop a Troia, Eurípil va destacar fent dues víctimes il·lustres: el jove sacerdot Hipsènor i Apisàon el fausíada. Paris el va ferir, però Pàtrocle el va ajudar. També juntament amb Agamèmnon, Diomedes, Àiax Telamó, Àiax el Menor, Idomeneu, Meríones, Toant i Odisseu es va oferir per fer front a Hèctor en un duel. Finalment, Àiax Telamó va ser qui s'hi va enfrontar.

## Mencions a la Ilíada
| «                                                                                                 | L'Evemònida Eurípil va abatre aleshores el divinal Hipsènor, fill de l'ardit Dolopíon, sacerdot de l'Escamandre, que era reverit com un déu per la seva gent. Eurípil, fill egregi d'Evèmon, es llançà a perseguir-lo quan davant seu corria escapant-se i, en arribar-li a la vora, se li abraonà duent l'espasa al puny; el va colpir al muscle i li segà el braç feixuc que, sangonent, rodolà per terra. La mort porprada i el destí imperiós li van rapir els ulls. | » |
| — Homer, Ilíada llibre V, 76-83, traducció de Montserrat Ros i Ribas, Fundació Bernat Metge, 2005 | |   |

| «                                   | (català) Malferí al fetge Apisàon (...) el Fausíada pastor de tropes | (grec antic) καὶ βάλε Φαυσιάδην Ἀπισάονα, ποιμένα λαῶν, | » |
| — Homer, Ilíada, llibre XI, 578-580 |                                                                      |                                                         |   |